# Karrebæk Fjord
Karrebæk Fjord er en lavvandet (op til 3 meter dyb), næsten lukket fjord mellem Karrebæksminde, Enø, Gavnø og Ydernæs ved Næstved, hvor Susåen og Næstveds havnekanal løber ud. Fra havnekanalens udløb til Karrebæksminde er der en gravet sejlrende. Mellem Enø og Karrebæksminde ligger Gammelsund, der indtil begyndelsen af 1800-tallet var sandet helt til, hvorfor man lidt nordligere overskar halvøen Lungshave og gravede en kanal ind til fjorden. I fjorden ligger den lille ubeboede ø Lindholm, hvis 40 hektar blev fredet i 1989; på Lindholm er der fundet rester af et voldsted af ukendt oprindelse.
Fjorden er en del af Natura 2000-område 169 og er både et EF-fuglebeskyttelsesområde, et habitatområde og et Ramsarområde.
Mellem Enø og Gavnø begynder Krageholm Strøm, der strækker sig langs nordsiden af Enø til Dybsø Fjord, og danner landskabet den sydsjællandske dobbeltkyst.

## Eksterne kilder og henvisninger
- 169 Havet og kysten mellem Karrebæk Fjord og Knudshoved Odde Arkiveret 22. februar 2014 hos  Wayback Machine, Naturstyrelsen, Miljøministeriet
- Fredede områder i Danmark af Knud Dahl, 1994 ISBN 87-14-20255-7

55°11′N 11°40′Ø / 55.183°N 11.667°Ø